# 차냐랄현
차냐랄현(스페인어: Provincia de Chañaral)은 칠레 아타카마 주를 구성하는 3개의 현 가운데 하나로 현도는 차냐랄이며 면적은 24,436.2km2, 인구는 28,874명(2012년 기준), 인구 밀도는 1.2명/km2이다.